# Songlingornis
Songlingornis (松岭鸟) ist eine prähistorische Vogel-Gattung aus der Unterkreide, deren Versteinerungen in der Jiufotang-Formation Liaonings (Volksrepublik China) gefunden wurden. Das Alter des Muttergesteins ist noch umstritten, dürfte aber in etwa bei 120 Mio. Jahren liegen, d. h. unteres Aptium. Bisher ist nur eine Art bekannt – Songlingornis linghensis.

## Etymologie
Die Wortschöpfung Songlingornis leitet sich ab vom Nordost-Südwest-streichenden Höhenzug des Songling und dem altgriechischen όρνις (ornis) für Vogel. Songling bedeutet hierbei "Kiefernrücken". Die Artbezeichnung linghensis beruht auf den Ling He-Flüssen Daling He (Großer Ling He) und Xiaoling He (Kleiner Ling He).

## Beschreibung
Songlingornis hatte in etwa die Größe eines Spatzen. Beim Holotyp (IVPP Nummer V.10913) handelt es sich um ein unvollständiges Skelett mit Schädelteilen. Ober- und Unterkiefer waren schmal und langgezogen und mit dichten Zahnreihen besetzt. Das Rabenbein war gut entwickelt und der schmale Gabelbeinfortsatz war dem moderner Wasservögel bereits ähnlich.

## Systematik
Songlingornis war ein naher Verwandter von Yanornis und von Yixianornis, mit denen zusammen er eine monophyletische Gruppe früher moderner Vögel bildete. Manche Forscher betrachten Songlingornis als identisch mit der Gattung Yanornis (da Yanornis erst später als Songlingornis beschrieben wurde, sollte das Taxon folgerichtig als Songlingornithidae bezeichnet werden). Diese Sichtweise wird aber nicht von allen Experten geteilt.